# Hemispadella
Hemispadella is een geslacht in de taxonomische indeling van de pijlwormen. Het dier behoort tot de familie Spadellidae. Hemispadella werd in 1996 beschreven door Casanova.